# Кудряшово (Атырауская область)
Кудря́шово (каз. Кудряшов) — село в Курмангазинском районе Атырауской области Казахстана. Административный центр Кудряшовского сельского округа. Код КАТО — 234655100.
Прежнее название Джамбай. В 1920-е годы село было центром санного промысла каспийской нерпы. Село находится в 7,6км от Пограничного перехода Курмангазы и 77 км от Астрахани

## Население
В 1999 году население села составляло 1215 человек (632 мужчины и 583 женщины). По данным переписи 2009 года, в селе проживал 1071 человек (531 мужчина и 540 женщин).